# Oreste Pipolo
Oreste Pipolo, né à Naples, le 30 juin 1949, mort dans la même ville le 15 février 2015, est un photographe italien, actif de 1976 à sa mort en 2015, dans sa ville natale. Il est considéré comme l'un des photographes qui a le mieux dépeint, ces dernières décennies, la capitale napolitaine, et notamment ses moments de fêtes familiales.

## Biographie
Né en 1949, il crée son studio de photos en 1976. Il est spécialisé dès le début de son activité dans les photographies de mariage. Il est, pour les Napolitains, le photographe des mariées, surtout en raison de son style personnel et de ses mises en scène qui ont constitué la base d'une véritable photographie de genre,. Ferdinando Scianna l'a appelé «le chaman des mariées»,. 
Il a travaillé aussi pour des personnalités telles que Mimmo Jodice ou encore Giancarlo Giannini.
Le magazine télévisé Tv7 (it) de la Rai 1 lui a consacré un reportage de la journaliste Emma D'Aquino (it). En 1998, Matteo Garrone a filmé Oreste Pipolo fotografo di matrimoni, un documentaire sur sa vie à partir duquel Marco Bellocchio a réalisé le film Il regista di matrimoni avec Sergio Castellitto,.
Oreste Pipolo est décédé le 15 février 2015 à Naples, après une brève maladie, à l'âge de 65 ans,,. Ses deux filles, Ivana et Miriam, ont repris sa suite,.

## Principales publications
- 1992 : Napoli Smogking
- 1995 : La Napoli di Eduardo
- 1996 : Napoli a Nozze
- 1999 : Odore di Caffè